# Pingo-d'Água
Pingo-d'Água est une municipalité brésilienne de l'État du Minas Gerais et la microrégion de Caratinga.